# Nia Mensa
La Nia Mensa è una struttura geologica della superficie di Marte.